# Lilla Skiregölen
Lilla Skiregölen är en sjö i Vetlanda kommun i Småland och ingår i Emåns huvudavrinningsområde. Sjön är 6,5 meter djup, har en yta på 0,0605 kvadratkilometer och är belägen 267,9 meter över havet.

## Delavrinningsområde
Lilla Skiregölen ingår i det delavrinningsområde (634463-146600) som SMHI kallar för Inloppet i Säljen. Medelhöjden är 279 meter över havet och ytan är 25,43 kvadratkilometer. Det finns inga delavrinningsområden uppströms utan avrinningsområdet är högsta punkten. Gårdvedaån som avvattnar avrinningsområdet har biflödesordning 2, vilket innebär att vattnet flödar genom totalt 2 vattendrag innan det når havet efter 152 kilometer. Delavrinningsområdet består mestadels av skog (86 procent). Avrinningsområdet har 1,84 kvadratkilometer vattenytor vilket ger det en sjöprocent på 7,2 procent.